# Yorgos Tsemperopoulos
Yorgos Tsemperopoulos, grekisk regissör, skådespelare och manusförfattare.

## Roller
- (2001) - I Phouska
- (1997) - Prostatis Oikogeneias
- (1984) - Loufa Kai Parallaghi
- (1973) - Mavro-Aspro

## Fotnoter
1. ↑  Freebase Data Dumps, Google.[källa från Wikidata]